# Caudale Beck
Der Caudale Beck ist ein kleiner Fluss, der am Caudale Moor am Nordhang des Stony Cove Pike im Lake District, Cumbria, England. Der Fluss fließt in nordwestlicher Richtung und mündet in den Kirkstone Beck.